# Marcelo Brovia
Marcelo Luis Brovia Talamini (nacido el 27 de enero de 1941) es un exmagistrado uruguayo, quien se desempeñó como Fiscal de Corte y Procurador General de la Nación en forma interina entre 2004 y 2006.

## Fiscal Letrado en el interior
Cursó estudios en la Facultad de Derecho de la Universidad de la República, donde obtuvo el título de abogado en 1971.
En octubre de 1976 inició su carrera en el Ministerio Público al ser designado Fiscal Letrado de Rivera.En agosto de 1977 fue transferido a la Fiscalía Letrada de Río Negro.
Posteriormente fue Fiscal Letrado en Colonia,hasta que en febrero de 1980 fue trasladado a la Fiscalía Letrada Departamental de Maldonado.
Por último, cumplió funciones como Fiscal Letrado en Las Piedras.

## Fiscal Letrado en la capital
A principios de 1986 fue ascendido a cumplir funciones en Montevideo como Fiscal Letrado Nacional en lo Civil de Cuarto Turno,cargo que ocupó durante casi veinte años.

## Encargado de la Fiscalía de Corte
El 12 de febrero de 2004 el presidente Jorge Batlle y el ministro de Educación y Cultura Leonardo Guzmán dispusieron la realización de un sumario administrativo al Fiscal de Corte Oscar Peri Valdez con separación de su cargo y retención del 50% de su sueldo, siendo Brovia nombrado en su reemplazo como subrogante, teniendo en cuenta su condición de fiscal civil con mayor antigüedad en su cargo.
Al vencer el plazo de seis meses de suspensión preventiva, Peri legalmente debía ser reintegrado a sus tareas, pero no se lo restituyó a la Fiscalía de Corte sino que se le adjudicaron transitoriamente otras funciones a disposición de la Presidencia,en una oficina de cooperación jurídica internacional de la entonces Junta Anticorrupción (actual JUTEP).Por lo tanto, Brovia continuó como Fiscal de Corte interino.
En definitiva desempeñaría dicho cargo durante casi dos años, hasta que a fines del año 2005 presentó la renuncia al mismo para acogerse a la jubilación, haciéndose efectiva en febrero de 2006.
En enero de 2006 el todavía Fiscal de Corte titular Peri Valdez presentó igualmente su renuncia, por lo que el cargo continuó siendo ocupado, también provisoriamente, por Elida Fajardo y luego por Mirtha Guianze, hasta que recién en marzo de 2007 se designó a Rafael Ubiría como nuevo titular de la Fiscalía de Corte.